# Système éducatif en Colombie
En Colombie, l'enseignement formel est décomposé en plusieurs niveaux : préscolaire, primaire, secondaire et universitaire. Les principes fondamentaux du système éducatif colombien sont recueillis dans la constitution politique de la Colombie et dans la loi n° 115 de 1994. La politique publique dans le domaine de l'éducation est définie à travers un plan décennal d'éducation et des plans sectoriels d'éducation aux niveaux national, départemental et des districts.

## Principes fondamentaux

### Droit à l'éducation
Dans la Constitution colombienne de 1991, qui est la constitution actuelle de la Colombie, l'article 67 établit que l'éducation est "obligatoire pour les 5-15 ans et qu'elle est gratuite dans les établissements publics, bien que les frais universitaires puissent être imputés à ceux qui en ont les moyens". Ainsi, l'éducation serait gratuite, mais seulement pour ceux qui sont dans l'incapacité de payer.
Notons que la Colombie est l'un des pays d'Amérique latine où l'éducation de base n'est pas entièrement gratuite, d'autant plus qu'aux frais d'inscription demandés par les établissements scolaires s'ajoutent d'autres frais tels que les manuels, les fournitures scolaires, l'uniforme et le transport.
Malgré tout, le taux d'analphabétisme en Colombie a fortement chuté ces dernières années, de nombreux efforts ayant été prodigués. Ainsi, "l’école nouvelle" (l’Escuela nueva) a été lancée en 1975 dans les régions pauvres et rurales afin d'empêcher les enfants de quitter l'école primaire dans les régions sensibles ou fragilisées et d'améliorer la qualité de l'enseignement dans les campagnes.
D’autre part, seulement 9 % des étudiants issus de familles pauvres ont accès à l’université, contre 53 % des étudiants issus de familles riches.
| Taux d'alphabétisme | Taux d'alphabétisme | 1993 | 1996 | 2007 |
| Jeunes (15-24) %    | Masculin            | 89,4 | 96,4 | 97,5 |
| Jeunes (15-24) %    | Féminin             | 91,8 | 97,6 | 98,4 |
| Jeunes (15-24) %    | Total               | 90,6 | 97   | 98   |
| Adultes (15+) %     | Masculin            | 81,5 | 91,1 | 92,4 |
| Adultes (15+) %     | Féminin             | 81,2 | 91,3 | 92,8 |
| Adultes (15+) %     | Total               | 81,4 | 91,2 | 92,7 |

### Langue d'enseignement
La loi n° 115 de 1994, la Ley Normatividad del Sector Educativo (ou Loi à caractère normatif du secteur éducatif), définit les normes à propos de la langue d'enseignement. Elle affirme implicitement que le «castillan» est la langue de l'enseignement public, bien que les langues indigènes puissent, en principe, être également enseignées. Dans les articles 20 (éducation de base), 21 (cycle primaire) et 22 (cycle secondaire) de cette loi, il est effectivement indiqué que les élèves doivent développer des habilités de communication de base pour lire, comprendre, écrire, écouter, parler et s’exprimer correctement en langue castillane. Ces dispositions sont normales dans un pays où la langue espagnole jouit du statut de langue officielle.

## Fonctionnement général

### Calendrier scolaire
En Colombie, il existe deux calendriers scolaires qui fonctionnent selon une durée de l'année scolaire de 198 journées:
- Le calendrier A est utilisé dans la plus grande partie du pays. Il fonctionne en années civiles puisque l'année scolaire débute fin janvier et se termine fin novembre. Ce calendrier se décompose en deux semestres. Le premier semestre dure 18 semaines (février-juin) et le second dure 20 semaines (juillet-novembre). Les vacances scolaires sont les suivantes : une semaine pour la semaine sainte (la semana santa) en avril, un mois en "été" (de la mi-juin à la mi-juillet) et deux mois de grandes vacances (de fin novembre à fin janvier de l’année suivante).
- Le calendrier B a été mis en place après la Seconde Guerre mondiale, à la suite de l'arrivée massive d’immigrés d’origine européenne et nord-américaine. Ils ont ainsi obtenu une correspondance entre les dates de vacances scolaires en la Colombie et celles de leur pays d’origine. Les vacances scolaires sont les suivantes : un mois pour les vacances de Noël, une semaine pour les vacances de Pâques (semana santa) et deux mois pour les grandes vacances (de fin juin à début septembre).

À la suite d'une décision économique afin de ne pas handicaper les entreprises, les jours fériés sont reportés au lundi suivant lorsqu'ils tombent en milieu de semaine.

### Primaire et secondaire
L’école maternelle (niveau préscolaire) est facultative, sauf la dernière année car l'enseignement obligatoire débute à l'âge de 5 ans. Tout élève doit poursuivre sa scolarité jusqu’à la fin du niveau 9 (soit jusqu'à ses 14 ans) qui correspond à l'achèvement de la básica secundaria, équivalent du collège en France. Les élèves qui finissent avec succès le niveau 11 obtiennent le baccalauréat et peuvent espérer faire des études supérieures.
| Âge    | 3 ans      | 4 ans      | 5 ans      | 6 ans    | 7 ans    | 8 ans    | 9 ans    | 10 ans   | 11 ans     | 12 ans     | 13 ans     | 14 ans     | 15 ans | 16 ans |
| ------ | ---------- | ---------- | ---------- | -------- | -------- | -------- | -------- | -------- | ---------- | ---------- | ---------- | ---------- | ------ | ------ |
| Niveau | Preescolar | Preescolar | Preescolar | Primaria | Primaria | Primaria | Primaria | Primaria | Secundaria | Secundaria | Secundaria | Secundaria | Media  | Media  |

Le système d'enseignement colombien comporte les étapes suivantes :
- éducation préscolaire (Educación preescolar) : niveau 0
- enseignement élémentaire de base (Educación básica primaria) : niveaux 1 à 5
- enseignement secondaire de premier cycle ( Educación básica secundaria) : niveaux 6 à 9
- enseignement secondaire de deuxième cycle (Educación media) : niveaux 10 et 11

| Pré-primaire | Pré-primaire | 1999  | 2004 | 2005 | 2006 | 2007 | 2008 |
| TNS (%)      | Masculin     | 34(*) | 36   | 38   | 35   | 34   | 43   |
| TNS (%)      | Féminin      | 35(*) | 36   | 38   | 36   | 34   | 44   |
| TNS (%)      | Total        | 35    | 36   | 38   | 36   | 34   | 44   |

| Primaire | Primaire | 1999  | 2004 | 2005 | 1996 | 2007 | 2008 |
| TNS (%)  | Masculin | 93(*) | 89   | 93   | 92   | 90   | 90   |
| TNS (%)  | Féminin  | 93(*) | 89   | 93   | 91   | 90   | 90   |
| TNS (%)  | Total    | 93    | 89   | 93   | 92   | 90   | 90   |

| Secondaire | Secondaire | 1999  | 2004  | 2005  | 2006 | 2007 | 2008 |
| TNS (%)    | Masculin   | 53(*) | 55(*) | 60(*) | 64   | 67   | 68   |
| TNS (%)    | Féminin    | 59(*) | 61(*) | 67(*) | 71   | 74   | 75   |
| TNS (%)    | Total      | 56    | 58(*) | 63(*) | 68   | 70   | 71   |

En Colombie, les écoles choisissent leurs programmes, même si elles suivent les mêmes paramètres et normes.
Ainsi, les écoles rurales suivent la méthodologie "Escuela Nueva" (école nouvelle) qui a été lancée en 1975. Selon cette méthode, un même professeur prépare des activités pour des enfants de différents âges et niveaux, dans une même classe, étant donné le nombre réduit d'effectifs. Les écoles urbaines ne se trouvent normalement pas dans la nécessité de suivre ce système.
Dans le système éducatif colombien privé (contrairement au public), un même établissement accueille les élèves du primaire jusqu’au lycée voire jusqu’à la faculté. En fin de chaque année scolaire, les élèves passent un examen final qui, pris en compte avec la moyenne annuelle, permet le passage en classe supérieure. En dernière année de l'Educación media, les élèves doivent réussir l’examen d’État "ICFES" (Instituto Colombiano para el Fomento de la Educación Superior) qui sera exigé lors de l’inscription à l’université (d’État ou privée). Ensuite, le futur étudiant verra son dossier étudié et, en fonction de ses notes, devra passer un examen d’admission voire parfois un entretien avant de pouvoir accéder à l’université de son choix.

### Enseignement supérieur
C'est vers la fin du XVIe siècle, lors de la période coloniale, que les premières universités colombiennes ont été créées sur le modèle espagnol. L’enseignement s’effectuait surtout en latin et sera remplacé par l’espagnol vers la fin du XVIIIe siècle. En 1826, le modèle d’université napoléonien fut légalisé .
Plus d'un siècle après, dans les années 1990, l’enseignement supérieur  a connu de nombreuses modifications
afin de répondre à la nécessité d’améliorer l’accès à l’enseignement et de se diversifier. L'enseignement supérieur, régi par la loi 30 de 1992, est déclaré comme étant un service public, culturel et inhérent à la politique sociale de l'État. À cette loi s'ajoutent des décrets réglementaires et des jugements de la Cour constitutionnelle.
L'enseignement supérieur (Educación Superior) comprend deux types de programmes:
- "le Pregrado", où on peut choisir entre:
  - l’éducation technique professionnelle (educación técnica profesional) qui dure de 2 à 3 ans.
  - l'éducation technologique (educación tecnológica) qui dure 3 ans.
  - La formation professionnelle universitaire (educación profesional) qui dure 5 ans.

- le "Posgrado", où on retrouve:
  - les spécialisations (especialización)
  - les masters d'approfondissement ou de recherche (maestría)
  - les doctorats et post-doctorats (doctorado et posdoctorado) qui sont les plus hauts titres dans l'enseignement supérieur.

| Supérieur | Supérieur | 1999 | 2004 | 2005 | 2006 | 2007 | 2008 |
| TBS (%)   | Masculin  | 22   | 26   | 29   | 31   | 32   | 36   |
| TBS (%)   | Féminin   | 24   | 29   | 31   | 33   | 34   | 35   |
| TBS (%)   | Total     | 23   | 28   | 30   | 32   | 33   | 35   |

## Enjeux de l'éducation publique
Parmi les principaux défis à relever par la Colombie dans le domaine de l’éducation publique il y en a deux à signaler : 
- 55% des enfants des écoles rurales abandonnent l’école primaire avant la fin. Il faut savoir que les écoles rurales comprennent 80% des effectifs, qu’un bon nombre d’entre elles sont isolées et que certaines sont même dépourvues d'électricité. Le taux d’analphabétisme rural est élevé (le taux urbain moyen est de 5,4% alors que le rural atteint 18,6%)[12].
- La qualité de l’éducation : selon l’OCDE le résultat de la Colombie aux tests PISA en 2006 pour les mathématiques est inférieur à celui des 61 pays occupant la tranche supérieure et similaire à celui des trois pays du bas de l’échelle[13].

## Programme socio-éducatif

### Contexte
Computadores para Educar (CPE) est l’initiative créée en Colombie en 2000 sous la direction conjointe du Ministère de l’Éducation (MEN) et du Ministère des Technologies de l’Information et des Communications (MINTIC). Cette initiative est devenue progressivement un programme central de la politique nationale en matière des TIC autour de laquelle se sont greffées d’autres technologies préexistantes.

### Implémentation
Dans ce contexte, Computadores para Educar (CPE) a atteint pratiquement l’ensemble des 43.000 écoles publiques colombiennes grâce à un programme qui s’occupe des infrastructures, de la formation des enseignants, de l’évaluation et du suivi ainsi que de la gestion de l’environnement.

### Freins
En dépit des acquis de ces 15 années d’histoire, le programme connaît encore quelques difficultés à court et moyen termes dont l’abordage ne dépend pas uniquement de la solidité institutionnelle et de sa capacité opérationnelle et de gestion, puisque certains problèmes sont structuraux, comme par exemple le grand pourcentage de populations rurales. Parmi les défis à relever on compte : une meilleure connectivité à Internet, l'amélioration des résultats de l'apprentissage et de la formation des enseignants notamment par la réduction de leur isolement pédagogique.